# یوسیپ درمیچ
یوسیپ درمیچ (انگلیسی: Josip Drmić؛ زاده ۸ اوت ۱۹۹۲) یک بازیکن فوتبال اهل سوئیس است.
وی همچنین در تیم ملی فوتبال سوئیس بازی کرده‌است.